# Hyposoter brischkei
Hyposoter brischkei är en stekelart som först beskrevs av Bridgman 1882.  Hyposoter brischkei ingår i släktet Hyposoter och familjen brokparasitsteklar. Inga underarter finns listade i Catalogue of Life.